# Santa Margarida de Montbui
Santa Maragarida de Montbui là một đô thị trong ‘‘comarca’’ Anoia, Catalonia, Tây Ban Nha.

## Biến động dân số
| 1900 | 1930 | 1950 | 1970 | 1986 | 2007 |
| ---- | ---- | ---- | ---- | ---- | ---- |
| 531  | 961  | 790  | 5229 | 9088 | 9825 |